# Baurutitan britoi
Baurutitan britoi ("titán de Bauru de Ignacio Aureliano Brito Machado") es la única especie conocida del género extinto Baurutitan de dinosaurio saurópodo titanosauriano, que vivió a finales del período Cretácico, hace aproximadamente 70 millones de años, durante el Maastrichtiense, en lo que es hoy Sudamérica. El nombre Baurutitan proviene de la unión de la palabra "bauru", que alude a la región geográfica del hallazgo, dentro del Grupo Bauru y la palabra titan de los mitos griegos; britoi se da en honor a Ignacio Aureliano Brito Machado (1938-2001), un paleontólogo brasileño que aconsejó el estudio y la descripción de este dinosaurio, cuyos fósiles han permanecido almacenados durante muchos años. Baurutitan era un saurópodo, un gran herbívoro de cuello largo, que se calcula que medía entre 12-16 metros de largo y tenía una altura de alrededor de 3,5 metros. Baurutitan fue el cuarto saurópodo descrito en Brasil, después de Antarctosaurus, Gondwanatitan y Amazonsaurus.
El espécimen del holotipo fue encontrado en la formación de Marilia, que data a la época de Maastrichtiano, hace unos 72-66 millones de años. Los fósiles se encontraron en Uberaba, región de Peirópolis estado de Minas Gerais en el Brasil. Pertenece a sedimentos del Grupo Bauru del que recibe su nombre.
Los restos de Baurutitan fueron encontrados por Llewellyn Ivor Price, famoso paleontólogo brasileño, en la región de Peirópolis, Minas Gerais. Mientras que el espécimen fue descubierto en 1957, no fue hasta 2005 que se publicó oficialmente y se presentó al público como un nuevo taxón. El trabajo de prospección de Price en Peirópolis, en el distrito rural de Uberaba, Minas Gerais, comenzaron en 1947 después de que Jesuíno Felicíssimo Junior, del Instituto Geográfico y Geológico de São Paulo, le hablara de la presencia de fósiles en la región. Price realizó entonces excavaciones en una antigua cantera, conocida como Cantera Caieira, en la granja de São Luis. Los fósiles recuperados incluyeron los de tortugas, cocodrilomorfos, terópodos y saurópodos, peces, gasterópodos y bivalvos de agua dulce, icnitas, fragmentos de huevos y desechos vegetales. La dinamita se utiliza ocasionalmente para eliminar materiales incrustados en la matriz. Hubo expediciones a Caieira en los años de 1949, 1950, 1953, 1955, 1957, 1958, 1959 y 1961 siendo el último año debido a la falta de nuevos hallazgos relevantes.
Se ha descubierto 19 vértebras, la última sacral y una secuencia de 18 vértebras caudales. Esta nuevo género es incluida entre los titanosaurianos por varias características, incluyendo el contorno de la superficie anterior de la articulación de las caudales anteriores y medias de forma subrectangular con un proceso dirigido lateralmente que se interseca con la lámina espinoprezigapofiseal en 1ª caudal; la tuberosidad prezigapofiseal dorsal en el margen lateral de las prezigapófisis de caudales 2-4, de que dirige hacia fuera centrocaudalmente. Este material demuestra que el canto horizontal presente en caudales medios y posteriores de algunos titanosaurianos es homólogo con una tuberosidad dorsal y no con el proceso transversal. Todo el material encontrado se almacenó en la colección del Museo de Ciencia de la Tierra del Departamento Nacional de Producción Mineral.